# Sân bay Arua
Sân bay Arua (IATA: RUA, ICAO: HUAR) là một sân bay ở Arua, Uganda.

## Hãng hàng không và điểm đến
| Hãng hàng không | Các điểm đến |
| --------------- | ------------ |
| Eagle Air       | Entebbe, Yei |
| MAF Uganda      | Kajjansi     |